# Бой под Михельсбергом
Бой под Михельсбергом — сражение, состоявшееся 15 октября 1805 года у баварской деревни Михельсберг, между французскими и австрийскими войсками в рамках Войны третьей коалиции.

## Бой
В ночь на 15 октября Наполеон отдал последние распоряжения к атаке неприятельской армии под Ульмом. Корпусам Нея и Ланна поручалось овладеть высотами Михельсберг и Гайсберг, возвышающимися над крепостью, и загнать австрийцев в их укрепления. За ними должна была продвигаться Императорская гвардия и части резервной кавалерии. Корпусу Мармона предписывалось осуществить блокирование укреплений правого берега. Корпусу Сульта, к этому моменту овладевшему Меммингеном, Император приказал двигаться на Бибербах и Лаупхайм и перекрыть последние пути отхода австрийцев на юг.
Наполеон, уставший от бессонных ночей, дурной погоды и медленного развертывания войск, увязающих по колено в грязи, остановился у одной из ферм в Хаслахе, чтобы хоть немного отдохнуть. Через какое-то время в комнату буквально ворвался маршал Ланн и разбудил императора, громко воскликнув: «Сир! Что Вы тут делаете? Вы спите, а Ней один дерётся со всей австрийской армией!..». «А почему он начал бой? — спросил, проснувшись, Наполеон. — Я же сказал ему подождать, но он всегда таков, атакует неприятеля, как только его увидит...» «Да, — согласился Ланн, — но атака одной из его бригад отбита, со мной мои гренадеры, нужно идти вперед, нельзя терять ни минуты». Маршал увлек за собой императора, и они под дождем галопом поскакали к месту, откуда доносилась канонада. Здесь, где грохотали пушки и свистели пули, Император и Ланн встретились с маршалом Неем. Последний ответил в категорической форме, что он не нуждается в войсках Ланна и не желает делить его славу. Его дивизии действительно без особого труда справились с неприятелем. Около трех часов дня Малер решительным штурмом овладел высотами Михельсберг, а чуть позже Луазон выбил неприятеля с высот Гайсберг. Примерно в пять часов вечера на плечах бегущих австрийцев 50-й линейный полк из дивизии Малера попытался ворваться в город через ворота Фрау-энтор (Дамские ворота). Когда часть храбрых французских пехотинцев была уже под сводами ворот, австрийцы открыли огонь картечью в упор. Несколько десятков французов полегли на месте, остальных окружили и взяли в плен. Та же участь постигла и 17-й легкий полк, который, двигаясь в голове дивизии Сюше, к вечеру прибыл на поле боя и попытался тут же атаковать вход в крепость. Ворота захлопнулись за горсткой смельчаков, ворвавшихся вместе со своим полковником Веделем в крепостной равелин. Тех, кто не сдался, скосила картечь. Полк потерял 33 убитых, 128 раненых и 169 пленных. Наполеон приказал остановить эти неподготовленные разрозненные атаки и подтянуть все войска для окружения крепости. К вечеру Ульм был полностью блокирован. На левом берегу стояли части Нея, Ланна и гвардии, на правом — корпус Мармона.